# 1756 a tudományban
Az 1756. év a tudományban és a technikában.

## Technika
- John Smeaton kifejleszti az első jó minőségű cementet a rómaiak óta.

## Díjak
- Copley-érem: nem osztották ki

## Születések
- június 4. - Jean-Antoine Chaptal kémikus, aki elnevezte a nitrogént († 1832)
- szeptember 21. - John Loudon McAdam mérnök († 1836)
- november 30. - Ernst Chladni fizikus († 1827)
- December 26. - Bernard Germain de Lacépède természettudós († 1825)

## Halálozások
- április 8. - Jacques Cassini csillagász (* 1677)